# THE IDOLM@STER DREAM SYMPHONY
'THE IDOLM@STER DREAM SYMPHONY' (아이돌마스터 드림 심포니)는 2009년 9월 9일부터 일본 컬럼비아에서 발매되고 있는 닌텐도 DS 전용 게임 'THE IDOLM@STER Dearly Stars'의 사운드 트랙 CD시리즈.

## 개요
'THE IDOLM@STER Dearly Stars'의 신곡의 롱 버전과 각 캐릭터의 솔로 신곡 등이 수록되고 있다.
각각, 초회 생산 특전으로서 '바이스슈바르트'프로모션 카드가 1매 봉입되고 있었다. 01~03에 수록되고 있는 보너스 트랙은 드라마 파트로 이 파트만 876 프로 아이돌 총출동연의 형태가 된다. 또, 01~03의 쟈켓 일러스트는, 왼쪽에서 01, 03, 02로 늘어놓으면 1매의 그림이 된다는 장치가 있다.

## 00“HELLO!! ”
수록곡
1. "HELLO!!"(M@STER VERSION) 
가: 히다카 아이(토마츠 하루카) · 미즈타니 에리(하나자와 카나) · 아키즈키 료(산페이 유우코)
작사: yura, 작곡·편곡: 고사키 사토루
2. 해피스
가: 히다카 아이(토마츠 하루카)·미즈타니회 사토시(하나자와 카나)·아키즈키 료(산페이 유우코)
작사: 이나마을 사치코, 작곡·편곡: NBGI(Yoshi)
3. "HELLO!!"(M@STER VERSION)〈오리지널 가라오케〉
작사: yura, 작곡·편곡: 고사키 사토루
4. 해피스〈오리지널 가라오케〉
작사: yura, 작곡: cota, 편곡: 매 호리 쥰

## 01 미즈타니 에리
수록곡
1. 프리코그(M@STER VERSION) 
가: 미즈타니 에리(하나자와 카나)
작사: 엔도 후비트, 작곡·편곡: NBGI(우치다 테츠야)
2. 크로스워드
가: 미즈타니 에리(하나자와 카나)
작사: 세라우미, 작곡: Funta7
3. 마법을 걸쳐! (M@STER VERSION)
가: 미즈타니 에리(하나자와 카나)
작사·작곡·편곡: NBGI(고사키 사토루)
4. 추억에 고마워(M@STER VERSION)
가: 미즈타니 에리(하나자와 카나)
작사: 나카무라 메구미, 작곡·편곡: NBGI(사사키 히로시인)
5. "HELLO!!"(M@STER VERSION) 
가: 미즈타니 에리(하나자와 카나)
작사: yura, 작곡·편곡: 고사키 사토루
6. 프리코그(M@STER VERSION)〈오리지널 가라오케〉
작사: yura, 작곡: cota, 편곡: 매 호리 쥰
7. 크로스워드〈오리지널 가라오케〉
작사: yura, 작곡: cota, 편곡: 매 호리 쥰
8. 보너스 트랙 드라마

## 02 아키즈키 료
수록곡
1. Dazzling World(M@STER VERSION) 
가: 아키즈키 료(산페이 유우코)
작사·작곡·편곡: NBGI(와타나베량)
2. 비밀의 산호초
가: 아키즈키 료(산페이 유우코)
작사: 엔도 후비트, 작곡·편곡: 마츠이 슌스케, 편곡: 후지사와 켄지
3. 에이전트 밤을 걷다(M@STER VERSION)
가: 아키즈키 료(산페이 유우코)
작사·작곡·편곡: NBGI(LindaAI-CUE)
4. shiny smile(M@STER VERSION)
가: 아키즈키 료(산페이 유우코)
작사: 아침해제, 작곡·편곡: NBGI(Yoshi)
5. "HELLO!!"(M@STER VERSION) 
가: 아키즈키 료(산페이 유우코)
작사: yura, 작곡·편곡: 고사키 사토루
6. Dazzling World(M@STER VERSION)〈오리지널 가라오케〉
작사·작곡·편곡: NBGI(와타나베량)
7. 비밀의 산호초〈오리지널 가라오케〉
작사: 세라우미, 작곡: Funta7
8. 보너스 트랙 드라마

## 03 히다카 아이
수록곡
1. "HELLO!!"(M@STER VERSION) 
가: 히다카 아이(토마츠 하루카)
작사: yura, 작곡·편곡: 고사키 사토루
2. 참 잘 했어요
가: 히다카 아이(토마츠 하루카)
작사: yura, 작곡·편곡: cota, 편곡: 매 호리 쥰
3. 나는 아이돌♡(M@STER VERSION)
가: 히다카 아이(토마츠 하루카)
작사: 나카무라 메구미, 작곡·편곡: NBGI(사사키 히로시인)
4. GO MY WAY!! (M@STER VERSION)
가: 히다카 아이(토마츠 하루카)
작사: yura, 작곡·편곡: NBGI(고사키 사토루)
5. ALIVE(M@STER VERSION) 
가: 히다카 아이(토마츠 하루카)
작사: NBGI(mft), 작곡·편곡: NBGI(시이나 고)
6. ALIVE(M@STER VERSION)〈오리지널 가라오케〉
작사: NBGI(mft), 작곡·편곡: NBGI(시이나 고)
7. 참 잘 했어요〈오리지널 가라오케〉
작사: yura, 작곡·편곡: cota, 편곡: 매 호리 쥰
8. 보너스 트랙 드라마